# 小口華纓魚
小口華纓魚（学名：Hongshuia microstomatus）为輻鰭魚綱鯉形目鲤科红水鱼属的其中一種，該物種分布於亞洲中國貴州省，體長可達8.3公分，棲息在中底層水域。